# Плавание на летних Олимпийских играх 2004 — эстафета 4×100 метров вольным стилем (женщины)
Соревнования по плаванию в эстафете 4×100 метров вольным стилем среди женщин на летних Олимпийских играх 2004 года прошли 14 августа.
Победу в эстафете одержала сборная Австралии. Эта победа стала для австралиек первой в данной дисциплине с 1956 года.
Свою 10-ю олимпийскую медаль завоевала американская пловчиха Дженни Томпсон, став самой титулованной пловчихой в истории Олимпийских игр. Свою первую медаль завоевала молодая Натали Коглин, которая в дальнейшем стала обладательницей 11-ти олимпийских наград

## Медалисты
| Золото                                                                           | Серебро | Бронза                                                                                       |
| Австралия · Элис Миллс · Либби Лентон · Петрия Томас · Джоди Генри · Сара Райан* | США · Кара Линн Джойс · Натали Коглин · Аманда Вэйр · Дженни Томпсон · Линдсей Бенко* · Маритца Коррея* · Коллин Ланне* | Нидерланды · Шанталь Грот · Инге Деккер · Марлен Велдхёйс · Инге де Брюин · Аннабель Костен* |

*—участвовали только в предварительном заплыве

## Рекорды
До начала соревнований мировой и олимпийский рекорды были следующими:
| Мировой рекорд     | Сборная Германии Германия | 3.36,00 | Берлин, Германия  | 29 июля, 2002     |
| Олимпийский рекорд | США                       | 3.36,61 | Сидней, Австралия | 16 сентября, 2000 |

Во время соревнований в этой дисциплине были установлены олимпийские или мировые рекорды:
| Дата       | Заплыв | Спортсмен | Страна    | Время   | Рекорд |
| ---------- | ------ | --------- | --------- | ------- | ------ |
| 14 августа | финал  | сборная   | Австралия | 3.35,94 | OR, WR |

## Соревнование

### Предварительные заплывы

#### Заплыв 1
| Место | Спортсмен                                                               | Результат | Итоговое место |
| ----- | ----------------------------------------------------------------------- | --------- | -------------- |
| 0     | !а                                                                      | !a        | !a             |
| 1     | Петра Далльман, Бритта Штеффен, Даниэла Гётц, Антье Бушшульте (GER)     | 3.41,19   | 4              |
| 2     | Элисон Шеппард, Катрин Эванс, Карен Пикеринг, Мелани Маршалл (GBR)      | 3.41,96   | 6              |
| 3     | Соленн Фиге, Селинн Кудерк, Орор Монгель, Малия Метелла (FRA)           | 3.42,42   | 7              |
| 4     | Чэн Цзяжу, Сюй Яньвэй, Чжу Инвэнь, Ян Юй (CHN)                          | 3.42,84   | 8              |
| 5     | Сон Со Ын, Рю Юн Чжи, Син Мин Чжи, Ким Хён Чжу (KOR)                    | 3.44,84   | 9              |
| 6     | Сесилия Вьянини, Федерика Пеллегрини, Сара Паризе, Кристина Кьюзо (ITA) | 3.44,88   | 10             |
| 7     | Яна Мышкова, Петра Клосова, Илона Главачкова, Сандра Казикова (CZE)     | 3.46,83   | 13             |
| 8     | Татьяна Роуба, Ана Белен Паломо, Лаура Рока, Мелисса Кабальеро (ESP)    | 3.47,47   | 14             |
| 999   | ЯЯЯ                                                                     | ~z        | ~z             |

#### Заплыв 2
| Место | Спортсмен                                                                | Результат | Итоговое место |
| ----- | ------------------------------------------------------------------------ | --------- | -------------- |
| 0     | !а                                                                       | !a        | !a             |
| 1     | Элис Миллс, Либби Лентон, Джоди Генри, Сара Райан (AUS)                  | 3.38,26   | 1              |
| 2     | Аманда Вэйр, Линдсей Бенко, Маритца Коррея, Коллин Ланне (USA)           | 3.39,46   | 2              |
| 3     | Шанталь Грот, Инге Деккер, Марлен Велдхёйс, Аннабель Костен (NED)        | 3.39,93   | 3              |
| 4     | Юсефин Лилльхаге, Катрин Карлзон, Тереза Альсхаммар, Юханна Шёберг (SWE) | 3.41,51   | 5              |
| 5     | Анна Щерба, Мария Щерба, Ирина Нефёдова, Светлана Хохлова (BLR)          | 3.45,38   | 11             |
| 6     | Ребека Гузмау, Татьяна Лима, Рената Бургуш, Флавия Делароли (BRA)        | 3.45,38   | 12             |
| 7     | Доминика Дьези, Маржори Санье, Серейна Пруенте, Николь Занд (SUI)        | 3.48,61   | 15             |
| —     | Нери Ньянгкуара, Зои Димощаки, Марта Маца, Элени Кости (GRE)             | DSQ       | —              |
| 999   | ЯЯЯ                                                                      | ~z        | ~z             |

### Финал
| Место | Спортсмен                                                                       | Результат    |
| ----- | ------------------------------------------------------------------------------- | ------------ |
| 0     | !а                                                                              | !a           |
| 1     | Элис Миллс, Либби Лентон, Джоди Генри, Петрия Томас (AUS)                       | 3.35,94 (WR) |
| 2     | Аманда Вэйр, Кара Линн Джойс, Натали Коглин, Дженни Томпсон (USA)               | 3.36,39      |
| 3     | Шанталь Грот, Инге Деккер, Марлен Велдхёйс, Инге Де Брюин (NED)                 | 3.37,59      |
| 4     | Петра Далльман, Франциска ван Альмсик, Даниэла Гётц, Антье Бушшульте (GER)      | 3.37,94      |
| 5     | Соленн Фиге, Селинн Кудер, Ороре Монгель, Малия Метелла (FRA)                   | 3.40,23      |
| 6     | Лиза Чапман, Катрин Эванс, Карен Пикеринг, Мелани Маршалл (GBR)                 | 3.40,82      |
| 7     | Юсефин Лилльхаге, Анна-Карин Каммерлинг, Тереза Альсхаммар, Юханна Шёберг (SWE) | 3.41,22      |
| 8     | Чэн Цзяжу, Сюй Яньвэй, Чжу Инвэнь, Ян Юй (CHN)                                  | 3.42,90      |
| 999   | ЯЯЯ                                                                             | ~z           |